# لاوت (نام خانوادگی)
لاوِت (Lovett) یک نام خانوادگی انگلیسی است که ممکن است به یکی از افراد زیر اشاره داشته باشد:
- جان لاوت
- لایل لاوت
- رابرت لاوت